# Atletismo nos Jogos Pan-Americanos de 1959 - Revezamento 4x400 m masculino
A prova do revezamento 4x400 m masculino nos Jogos Pan-Americanos de 1959 foi realizada em Chicago, Estados Unidos.

## Medalhistas
| Ouro                                                     | Prata                                                                    | Bronze                                                               |
| JAM Jamaica Mal Spence Mel Spence Basil Ince George Kerr | USA Estados Unidos Eddie Southern Josh Culbreath Jack Yerman David Mills | PUR Porto Rico Ramón Zayas Jossué Cains Ivin Rodríguez Manuel Rivera |

### Final
| Posição           | Nação              | Nomes                                                    | Tempo  | Notas |
| ----------------- | ------------------ | -------------------------------------------------------- | ------ | ----- |
| Medalha de ouro   | JAM Jamaica        | Mal Spence, Mel Spence, Basil Ince, George Kerr          | 3:05.3 |       |
| Medalha de prata  | USA Estados Unidos | Eddie Southern, Josh Culbreath, Jack Yerman, David Mills | 3:05.8 |       |
| Medalha de bronze | PUR Porto Rico     | Ramón Zayas, Jossué Cains, Ivin Rodríguez, Manuel Rivera | 3:12.4 |       |
| 4                 | BRA Brasil         |                                                          | 3:16.1 |       |
| 5                 | MEX México         |                                                          | 3:18.0 |       |
| 6                 | CAN Canadá         |                                                          | 3:18.3 |       |